# Herali, Honavar
Herali là một làng thuộc tehsil Honavar, huyện Uttar Kannad, bang Karnataka, Ấn Độ.